# Banking (Special Provisions) Act 2008
Закон о банковской деятельности (специальные положения) 2008 года (пункт 2) — это закон парламента Соединенного Королевства, вступивший в силу 21 февраля 2008 года, с целью дать правительству Великобритании возможность национализировать крупные банки в чрезвычайных обстоятельствах путем вторичной законодательства. Закон был принят с целью национализации обанкротившегося банка Northern Rock после того, как банк получил поддержку кредита Банка Англии, а решение частного сектора было сочтено правительством Великобритании «не обеспечивающим достаточную ценность для налогоплательщика».
Оппозиция закону со стороны консерваторов основывалась на: законопроекте, предоставляющем исключение из Закона о свободе информации 2000 года, крупных обязательствах перед налогоплательщиками и предполагаемом отсутствии независимости от правительства. Законопроект также получил достаточно широкую поддержку, чтобы разрешить национализацию любого финансового учреждения, что привело к опасениям, что другие банки могут столкнуться с финансовыми трудностями.
После национализации Northern Rock, Закон разрешил национализацию ипотечной и потребительской кредитной книги Bradford & Bingley 29 сентября 2008 года.
8 октября 2008 года Казначейство объявило, что приказ в соответствии с Законом используется для перевода всех розничных депозитов в Heritable Bank, британском банковском филиале обанкротившегося исландского банка Landsbanki, и Kaupthing Edge в ING Direct. Однако раздел 2(8) Закона предусматривает, что Казначейство может выдавать Распоряжения о переводе в соответствии с Законом только в течение максимум года после его принятия. Таким образом, срок действия Закона истек 21 февраля 2009 года, когда он был заменен Законом о банковской деятельности 2009 года.